# The Congress
The Congress (em hebraico:  כנס העתידנים; em francês:  Le Congrès; prt: O Congresso; bra: O Congresso Futurista) é um filme em live-action de animação de drama e ficção científica franco-israelense, escrito e realizado por Ari Folman. O filme estreou no Festival de Cannes em 15 de maio de 2013. Em Portugal o filme foi lançado em 13 de março de 2014 e no Brasil em 27 de março de 2014.

## Elenco
- Robin Wright como Robin Wright
- Paul Giamatti como Dr. Baker
- Jon Hamm como Dylan Truliner[10]
- Danny Huston como Jeff Green
- Harvey Keitel como Al
- Kodi Smit-McPhee como Aaron Wright
- Sami Gayle como Sarah Wright

## Produção
O filme é uma coprodução internacional feita entre os países França, Israel, Alemanha, Bélgica, Luxemburgo e Polónia, a animação foi criada por Bridgit Folman Films Gang, em Israel, supervisionada por seis estúdios de animação mundiais ("Studio 352" em Luxemburgo, "Walking the dog" na Bélgica, "Bitteschoen" em Berlim, "Studio Rakete" em Hamburgo, "Studio Orange" na Polónia e "Snipple" nas Filipinas). Tal como foi feito no filme A Valsa com Bashir, Folman trabalhou com David Polonsky como realizador artístico e Yoni Goodman como realizador da animação. As principais filmagens do live-action foram feitas nos Estados Unidos e na Alemanha entre fevereiro até março de 2011. Folman começou a trabalhar no filme em 2008, com o financiamento adicional do banco francês Coficine-Natixis, em 2011. O filme foi concluído e lançado em 2013.

## Relação com a obraKongres futurologiczny
Segundo o realizador Ari Folman, alguns elementos do filme foram inspirados pelo romance de ficção científica Kongres futurologiczny de Stanisław Lem, de forma semelhante com a personagem Ijon Tichy, onde a atriz é dividida entre estados mentais reais e estados ilusórios irreais. Em uma entrevista realizada sobre o filme, Folman disse, 
"Certamente não há nada baseado em Lem, na primeira parte do filme. A segunda parte é definitivamente diferente, mas eu utilizei a obra Kongres futurologiczny de Lem, mais como uma fonte de inspiração, em vez da base do guião."
Mais tarde, no site oficial do filme, em uma entrevista, Folman disse que teve a ideia de colocar a obra de Lem para o cinema, quando estava na faculdade de cinema. Ele descreveu como ele reconsiderou a alegoria de Lem, como uma ditadura comunista em um cenário mais atual, ou seja, a ditadura na indústria do entretenimento e expressou sua crença do qual que ele preservou o espírito do livro, apesar de ter ido muito longe dela.

## Recepção

### Reconhecimentos
Em 2013, o filme foi eleito como o melhor filme de animação nos Prémios do Cinema Europeu de 2013.

## Lançamento
Na França o filme estreou primeiramente no Festival de Cannes em 15 de maio de 2013 e nos cinemas em 3 de julho de 2013, sob a distribuição da ARP Sélection. Em Portugal o filme foi lançado em 13 de março de 2014, sob a distribuição da Midas Filmes. No Brasil o filme foi lançado em 27 de março de 2014 nos cinemas, sob a distribuição da Imovision e também foi lançado em DVD em 21 de agosto de 2014, pela própria distribuidora.